# ستيفن باسيت
ستيفن باسيت (بالإنجليزية: Stephen Bassett)‏ هو دراج أمريكي، ولد في 27 مارس 1995 في نوكسفيل في الولايات المتحدة.

## وصلات خارجية
- ستيفن باسيت على موقع الاتحاد الدولي للدراجات (الإنجليزية)
- ستيفن باسيت على موقع أرشيف الدراجات (الإنجليزية)
- ستيفن باسيت على موقع إحصائيات الدراجات الإحترافية (الإنجليزية)